# Monosyntaxis holmanhunti
Monosyntaxis holmanhunti är en fjärilsart som beskrevs av George Francis Hampson 1914. Monosyntaxis holmanhunti ingår i släktet Monosyntaxis och familjen björnspinnare. Inga underarter finns listade i Catalogue of Life.